# Assortative Paarung
Assortative Paarung ist ein Begriff aus der Evolutionsbiologie und beschreibt eine Form nicht-zufälliger Paarung. Sie liegt vor, wenn Arten mit geschlechtlicher Fortpflanzung zur Begattung mit Individuen neigen, die ihnen in gewisser Hinsicht besonders ähnlich sind (positive assortative Paarung). Bei den Pflanzen entspricht ihr die selektive Fertilisation.
Die gegensätzliche Tendenz heißt negative assortative Paarung oder disassortative Paarung. Dabei werden bevorzugt Paarungspartner ausgewählt, die (in bestimmten Aspekten) unähnlich sind.
Wenn sich jedes Individuum einer Population mit jedem des anderen Geschlechtes mit gleicher Wahrscheinlichkeit paart, bezeichnet man dies als Panmixie.

## Grundsätzliches
In der Evolution der Arten beeinflusst die assortative Paarung das Tempo der Entwicklung. Vorwiegende Paarung mit ähnlichen Artgenossen führt über Subspezies eher zu neuen Arten. Paarung von Unähnlichen stabilisiert die ursprüngliche Art und lässt weniger neue Typen entstehen.
Assortative Paarung wird als Ursache sympatrischer Artbildung angeführt. Bei manchen Populationen gibt es zwei genetische Rückzugsgebiete mit unterschiedlichen Phänotypen als Optimum. Zwischenformen der Phänotype sind biologisch schwächer. Für den Einzelnen ist es von Vorteil, Partner erkennen zu können, die genetisch in die gleiche Richtung streben wie er, so dass sich durch natürliche Auslese die Fähigkeit eines solchen Erkennens entwickelt.

## Bei der Meergrundel
Ein Beispiel für assortative Paarung ist die Korallengebiete bewohnende Meergrundel, die sich in einem kleinen Gebiet in Neuguinea mit wenig Korallen in eine Mutter- und eine Tochterart aufspaltet. Die Mutterart meidet das Gebiet; die Tochterart ist von der Mutterart reproduktiv isoliert, obwohl sie von ihr umgeben ist. Es wird vermutet, dass die beiden Arten sich durch assortative Paarung voneinander getrennt haben, als die Angehörigen der entstehenden Unterart die Paarung mit Individuen bevorzugten, die in dem Gebiet laichten.

## Beim Menschen
Wissenschaftler sprechen auch beim Menschen von assortativer Paarung. In diesem Fall geht es jedoch nicht um die Begattung, sondern um die Wahl eines Lebenspartners. Es lässt sich feststellen, dass Menschen dazu neigen, sich einen Partner mit ähnlichen akademischen Fähigkeiten und ähnlicher Intelligenz zu wählen. So korrelierten bei einer Studie die Fähigkeiten von Ehepartnern im Bereich Lesen, Rechtschreibung und Rechnen, die Größe des Wortschatzes der Ehepartner und der Verbal-IQ und Gesamt-IQ der beiden Ehepartner miteinander.
Steve Silberman stellte die Hypothese auf, dass die starke Häufung von Kindern mit Autismus im Silicon Valley auf assortative Paarung zurückzuführen sein könnte. Demnach ist das Risiko für autistische Nachkommen dadurch erhöht, dass dort vermehrt technikaffine Männer und Frauen mit leichten autistischen Zügen aufeinandertreffen.